# Maude Adams
Maude Adams, nata Maude Ewing Kiskadden, (Salt Lake City, 11 novembre 1872 – Tannersville, 17 luglio 1953), è stata un'attrice teatrale statunitense.
Conobbe il suo più grande successo portando sulle scene di Broadway il personaggio di Peter Pan. La sua spiccata personalità la portò a essere una delle attrici più amate e più celebrate del tempo, oltre che la più pagata. I suoi fan la chiamavano familiarmente Maudie. Era conosciuta, infatti, anche come Maudie Adams.
Adams ha iniziato a esibirsi da bambina mentre accompagnava sua madre attrice in tour. All'età di 16 anni, fece il suo debutto a Broadway, e sotto la direzione di Charles Frohman, divenne un'attrice popolare insieme al protagonista John Drew Jr. nel 1890. A partire dal 1897, Adams recitò in opere teatrali di J. M. Barrie, tra cui The Little Minister, Quality Street, What Every Woman Knows e Peter Pan. Queste produzioni hanno reso Adams l'attrice più popolare in America. Il suo lavoro sul design di produzione di questi spettacoli e sull'illuminazione tecnica innovativa ha contribuito a renderli un successo, ed è stata nominata come inventore di tre brevetti di lampadine. Si è anche esibita in una serie di altre opere teatrali. La sua ultima commedia a Broadway, nel 1916, fu A Kiss for Cinderella di Barrie. Dopo un ritiro di 13 anni, è apparsa in altre opere di Shakespeare e poi ha insegnato recitazione nel Missouri. Si ritirò nello stato di New York.
Interpretò personaggi di autori classici, quali William Shakespeare e Friedrich Schiller, e moderni, come Edmond Rostand e James Matthew Barrie, il quale sceneggiò per lei Peter Pan.

## Biografia

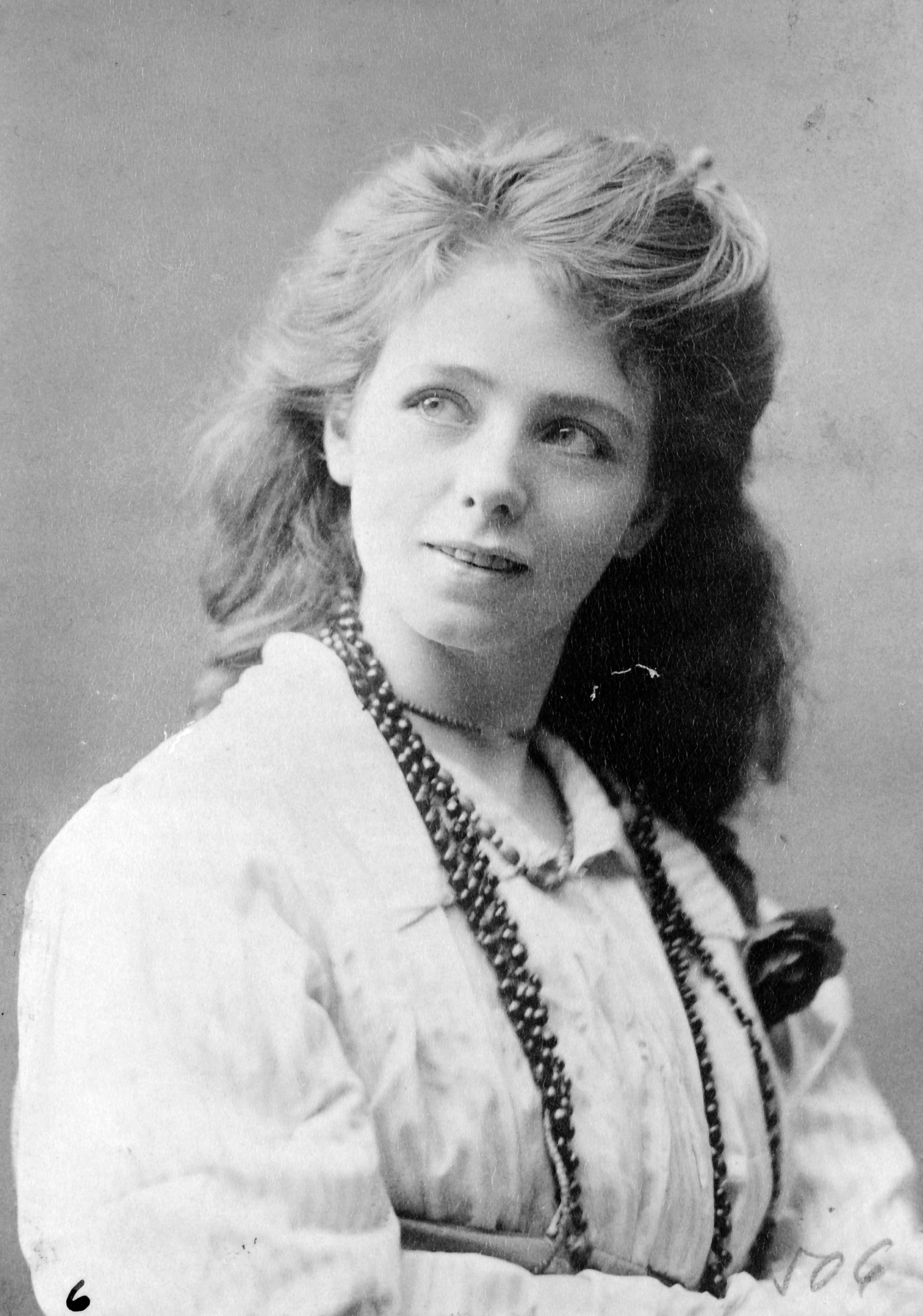
La Adams nel 1895

Nata con il nome Maude Ewing Adams Kiskadden nello Utah, a Salt Lake City da Asaneth Ann (nata Adams) e James (o John) Henry Kiskadden, resta orfana di padre quando ha solo sei anni. Poco si sa di suo padre, morto nel 1878. È stato scritto che Kiskadden (nome di origine scozzese) fosse giunto nello Utah proveniente dal Montana. Suo padre non era di religione mormone (Maude stessa scrisse che il padre veniva definito dai mormoni "un gentile"), mentre seguace della Chiesa dei santi degli ultimi giorni era la nonna materna dell'attrice. La madre di Maude, Asaneth Ann Kiskadden, era un'attrice e il suo lavoro la portava a viaggiare insieme alla figlia. La bambina, all'età di 5 anni, debuttò a teatro accanto alla madre.

### New York

Firma di Maude Adams

La sua carriera la portò a lavorare in California ed a Boston, per poi approdare, all'età di 16 anni, sui palcoscenici di New York. Le indubbie doti di attrice le aprirono ben presto anche le porte di Broadway, dove debuttò in Lord Chumley, una commedia scritta da David Belasco e Henry C. De Mille. Charles H. Hoyt la lanciò in The Midnight Bell che la fece conoscere al grande pubblico. Accorgendosi di avere tra le mani una potenziale star, Hoyt le offrì un contratto di cinque anni, ma l'attrice preferì scegliere di andare a lavorare con il potente Charles Frohman.
Nel 1892, il famoso attore John Drew, Jr. lasciò il suo impresario, Augustin Daly e si unì in società con Frohman. Quest'ultimo produsse una serie di spettacoli che avrebbero visto Drew fare coppia fissa con Maude Adams dopo il grande successo che aveva ottenuto con The Masked Ball.

## Ultimi anni e morte
Adams si ritirò nel 1918 dopo un grave attacco di influenza. Durante il 1920, lavorò con la General Electric per brevettare un'illuminazione scenica migliorata e più potente, e con la Eastman Company, per sviluppare la fotografia a colori. È stato suggerito che la sua motivazione per la sua associazione con queste aziende tecnologiche era che desiderava apparire in una versione cinematografica a colori di Peter Pan, e questo avrebbe richiesto una migliore illuminazione e tecniche per la fotografia a colori. Le sue luci elettriche alla fine divennero lo standard del settore a Hollywood con l'avvento del suono nei film alla fine del 1920. Dopo 13 anni lontano dal palcoscenico, tornò alla recitazione, apparendo occasionalmente in produzioni regionali di opere di Shakespeare, tra cui Portia in The Merchant of Venice in Ohio, nel 1931, e come Maria in Twelfth Night nel 1934 nel Maine.
Spesso descritta come timida, Adams è stata definita da Ethel Barrymore come la "donna originale 'I want to be alone'". Il suo stile di vita ritirato, compresa l'assenza di relazioni con gli uomini, contribuì all'immagine pubblica virtuosa e innocente promossa da Frohman e si rifletté nei suoi ruoli di maggior successo. I biografi hanno concluso che Adams era lesbica e che ebbe almeno due relazioni a lungo termine che finirono solo con la morte dei suoi partner: Lillie Florence, dai primi anni 1890 fino al 1901, e Louise Boynton dal 1905 al 1951. Adams era nota a volte per integrare gli stipendi dei colleghi artisti con la propria paga. Una volta, durante il tour, il proprietario di un teatro aumentò significativamente il prezzo dei biglietti, sapendo che il nome di Adams significava una casa esaurita. Adams ha fatto rimborsare al proprietario la differenza prima che apparisse sul palco quella sera. Adams fu il capo del dipartimento di recitazione allo Stephens College nel Missouri dal 1937 al 1949, diventando noto come insegnante ispiratore nelle arti della recitazione. []
Dopo il suo ritiro, Adams è stata occasionalmente ricercata per ruoli cinematografici, di cui il più vicino ad accettare fu nel 1938, quando il produttore David O. Selznick la persuase a fare un provino (con Janet Gaynor, che in seguito avrebbe interpretato la protagonista femminile) per il ruolo di Miss Fortune nel film The Young in Heart. Dopo il fallimento dei negoziati, il ruolo è stato interpretato da Minnie Dupree. Il test dello schermo di dodici minuti è stato conservato dalla George Eastman House nel 2004.
Morì all'età di 80 anni nella sua casa estiva, Caddam Hill, a Tannersville, New York, ed è sepolta nel cimitero delle Suore del Cenacolo, Lake Ronkonkoma, New York. Louise Boynton è sepolta accanto a lei.

## Nella cultura popolare
Il personaggio di Elise McKenna nel romanzo di Richard Matheson del 1975 Bid Time Return e nel suo adattamento cinematografico del 1980, Ovunque nel tempo (interpretata da Jane Seymour), era basato su Adams.

## Spettacoli teatrali
- Lord Chumley di David Belasco e Henry C. De Mille - prima: 21 agosto 1888
- A Midnight Bell di Charles H. Hoyt - prima: 5 marzo 1889
- Men and Women di David Belasco e Henry C. De Mille - prima: 21 ottobre 1890
- The Masked Ball di Alexandre Bisson e Fabrice Carre - prima: 3 ottobre 1892
- The Butterflies di Henry Guy Carleton - Prima: 5 febbraio 1894
- The Bauble Shop di Henry Arthur Jones - Prima: 11 settembre 1894
- Romeo and Juliet di William Shakespeare - prima: 8 maggio 1899
- The Pretty Sister of Jose di Frances Hodgson Burnett (autrice) - prima: 10 novembre 1903
- What Every Woman Knows (Atlantic City e Broadway, 1908)